# Paravulvulina
Paravulvulina es un género de foraminífero bentónico de la subfamilia Textulariinae, de la familia Textulariidae, de la superfamilia Textularioidea, del suborden Textulariina y del orden Textulariida. Su especie tipo es Plecanium serratum. Su rango cronoestratigráfico abarca el Tortoniense superior (Mioceno superior).

## Clasificación
Paravulvulina incluye a la siguiente especie:
- Paravulvulina serratum †